# Mechanické zabezpečovací zařízení
Mechanické zabezpečovací zařízení je v železničním provozu označení pro staniční zabezpečovací zařízení (SZZ) u něhož jsou všechny závislosti vnějších prvků provedeny výhradně mechanickou cestou - zpravidla pomocí závislostních pravítek v pravítkové skříni. Mechanická zabezpečovací zařízení jsou technicky nejjednodušším a tím pádem i nejstarším typem SZZ.
Výraz mechanické zabezpečovací zařízení je používán i mimo železnici, například pro mechanické zabezpečování vozidel proti krádeži (zámek volantu či řazení) či pro dveřní zámky.

## Funkce
Jako mechanické zabezpečovací zařízení (ZZ) se v současné době v českém prostředí označují ústřední zámek, klíčový přístroj a ústřední přístroj. Mechanickým zabezpečovacím zařízením byl také (mechanický) řídící přístroj a závislá (mechanická) výhybkářská stavědla; žádné takové zařízení však již není na síti Správy železnic provozováno. Všechny typy mechanických ZZ zajišťují pro jízdu vlaku kontrolu správné polohy vnějších prvků ZZ (tj. zejména výhybek a výkolejek) ve vlakové cestě a znemožňují přestavení návěstidla na návěst dovolující jízdu vlaku, nejsou-li tyto podmínky splněny. Naopak volnost vlakové cesty a možnost zrušení vlakové cesty až po průjezdu vlaku zpravidla kontrolováno není a je tedy závislé pouze na dopravním zaměstnanci. 
Mechanická ZZ však mohou být (dodatečně) vybavena některými elektrickými prvky - např. světelnými návěstidly, kolejovými obvody, elektromotorickými přestavníky, závěry výměn apod. V takovém případě již zařízení přichází o čistě mechanickou podobu a je vyžadováno napájení elektrickou energií, ale závislosti mezi klíčovými prvky jsou i nadále provedeny mechanickou cestou. 

## Ústřední zámek

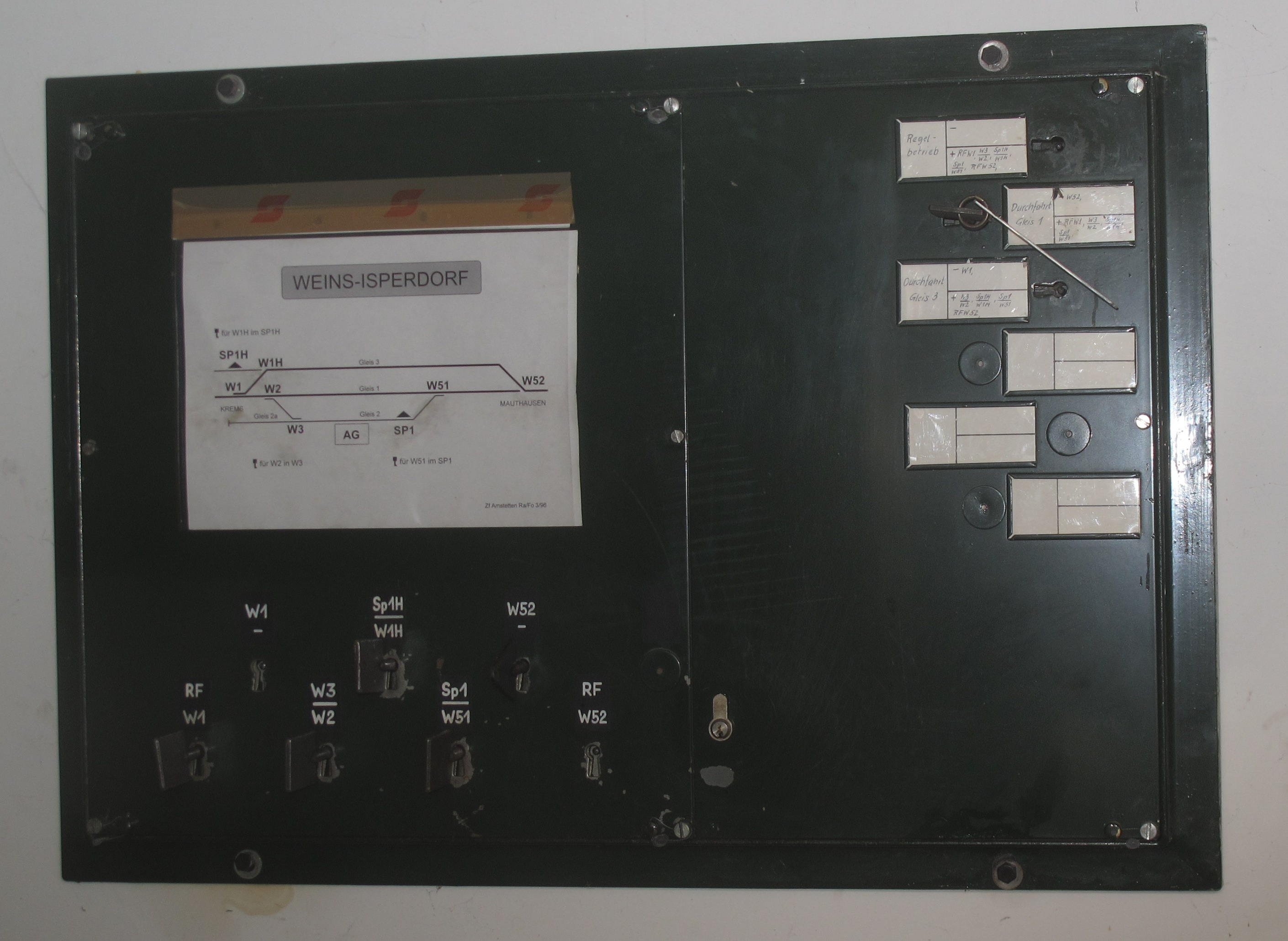
Rakouská verze ústředního zámku (od vzhledu běžného v ČR se odlišuje)

Ústřední zámek je nejjednodušší z mechanických ZZ. Vnější prvky ZZ jsou přestavovány ručně a v požadované poloze uzamykány pomocí mechanických zámků.   

### Popis
Ústřední zámek tvoří kovová skříň (zpravidla zabudovaná do stěny uvnitř stavědla), po jejíž odkrajích jsou otvory pro vložení klíčů. Při vrchním a spodním okraji jsou otvory určené pro klíče od vnějších prvků ZZ, při levém a pravém okraji jsou otvory pro výsledné klíče pro konkrétní koleje. Na zbylém prostoru zámku (uprostřed) je podle závěrové tabulky zakresleno schéma určující, které vnější prvky je třeba pro danou jízdní cestu přestavit a uzamknout včetně jejich požadované polohy, která je ve schématu vyznačená požadovaným tvarem štítku klíče. Jelikož však samostatný ústřední zámek není vybaven žádnými prvky pro spolupůsobení jízdy vlaku na vybavení vlakové cesty, není její projetí zabezpečovacím zařízením kontrolováno a lze ji zrušit (tj. uvolnit klíče) kdykoliv. Správné vyhodnocení projetí cesty je tudíž závislé pouze na dopravním zaměstnanci, stejně jako kontrola volnosti stavěné vlakové cesty. Posunové cesty toto zabezpečovací zařízení nezabezpečuje vůbec. 
Ústřední zámek může být použitý samostatně (jak bylo popsáno výše), ale i jako součást složitějšího zabezpečovacího zařazení, např. doplněním hradlové skříně (vznikne elektromechanické ZZ) nebo jej lze pomocí elektromagnetických zámků zapojit i do elektrických stavědel (TEST). V takovém případě již může být zabezpečeno i vybavení cesty jízdou vlaku. Konfigurace takovýchto kombinovaných zabezpečovacích zařízení je však široce individuální a jejich obslužné postupy řeší pro konkrétní stanice vydávané místní předpisy nebo doplňující ustanovení.  

### Obsluha
Výsledné klíče od takto uzamčených vnějších prvků se vloží a uzamknou do ústředního zámku, otočení klíče v zámku vyvolá posunutí příslušných závislostních pravítek. Potom, co jsou do ústředního zámku vloženy všechny klíče od vnějších prvků ZZ, které pro danou vlakovou cestu požaduje závěrová tabulka (ZT), dojde posunem pravítek k uvolnění výsledného klíče ústředního zámku pro konkrétní kolej, jehož pomocí lze přestavit návěstidlo na návěst dovolující jízdu (tj. odemknout stavěcí páku mechanického návěstidla nebo vložením do elektromagnetického zámku rozsvítit světelné návěstidlo).   
Vyjmutím výsledného klíče ze zámku dojde k zapevnění klíčů od všech (v ZT pro danou cestu určených) vnějších prvků a tím je tyto znemožněno přestavovat.

## Klíčový přístroj
Klíčový přístroj nebo též bubnový přístroj je obdoba ústředního zámku pro stanice s vysokým počtem do zabezpečovacího zařízení zapojených výhybek, kde by byl běžný ústřední zámek příliš rozměrný a tím nepřehledný, což by obsluhujícímu zaměstnanci znesnadňovalo jeho obsluhu.  

### Popis
Princip zprostředkování závislostí je totožný s běžným ústředním zámkem - po uzamčení všech požadovaných klíčů od vnějších prvků je umožněno vyjmout výsledný klíč, který může být použit pro přestavení návěstidla na návěst dovolující jízdu - liší se pouze způsob obsluhy.  
Vnější prvky ZZ jsou přestavovány zpravidla ručně a uzamykány mechanickými zámky (ale např. ve stanici Obrnice kontroluje bubnový přístroj polohy elektromotoricky přestavovaných výhybek).  
Jelikož však samostatný přístroj není vybaven žádnými prvky pro spolupůsobení jízdy vlaku na vybavení vlakové cesty, není její projetí zabezpečovacím zařízením kontrolováno a lze ji zrušit (tj. uvolnit klíče) kdykoliv. Správné vyhodnocení projetí cesty je tudíž závislé pouze na dopravním zaměstnanci, stejně jako kontrola volnosti stavěné vlakové cesty. Posunové cesty toto zabezpečovací zařízení nezabezpečuje vůbec. 
Klíčový přístroj může být použit jednak samostatně (jak bylo popsáno výše), jednak i jako součást složitějších zabezpečovacích zařízení - např. doplněním hradlové skříně (vznikne elektromechanické ZZ) nebo lze pomocí elektromagnetických zámků zřídit závislost na elektrickém stavědle (TEST). V takovém případě již může být zabezpečeno i vybavení cesty jízdou vlaku. Konfigurace takovýchto kombinovaných zabezpečovacích zařízení je však široce individuální a jejich obslužné postupy řeší pro konkrétní stanice vydávané místní předpisy nebo doplňující ustanovení. 

### Obsluha
Po obdržení příkazu k přípravě vlakové cesty obsluhující zaměstnanec nejprve pootočí závěrný buben přístroje tak, aby se v kontrolním okénku ukázalo číslo požadované koleje. Kromě čísla koleje se ukáže i požadovaná poloha vnějších prvků ZZ, které musí být pro danou cestu přestaveny a uzamčeny. Zaměstnanec výhybky přestaví a uzamkne a klíče od jejich zámků vloží do příslušných otvorů na přední straně bubnového přístroje. Zasunutím bubnu se překontroluje zda jsou vloženy všechny požadované klíče, a pokud je kontrola úspěšná, tyto klíče se v přístroji zapevní a uvolní se výsledný klíč. Tímto klíčem je možné přestavit návěstidlo na návěst dovolující jízdu.

## Ústřední přístroj
Ústřední přístroj je nejvyspělejší z mechanických zabezpečovacích zařízení. Na rozdíl od ústředního zámku i bubnového přístroje jsou na tomto zabezpečovacím zařízení výhybky zpravidla přestavovány (v některých případech pouze závorovány) ústředně pomocí mechanických nebo později i elektromotorických přestavníků a bývá zajištěno i spolupůsobení jízdy vlaku na vybavení vlakové cesty pomocí izolovaných kolejnic a samočinných závěrů výměn.  

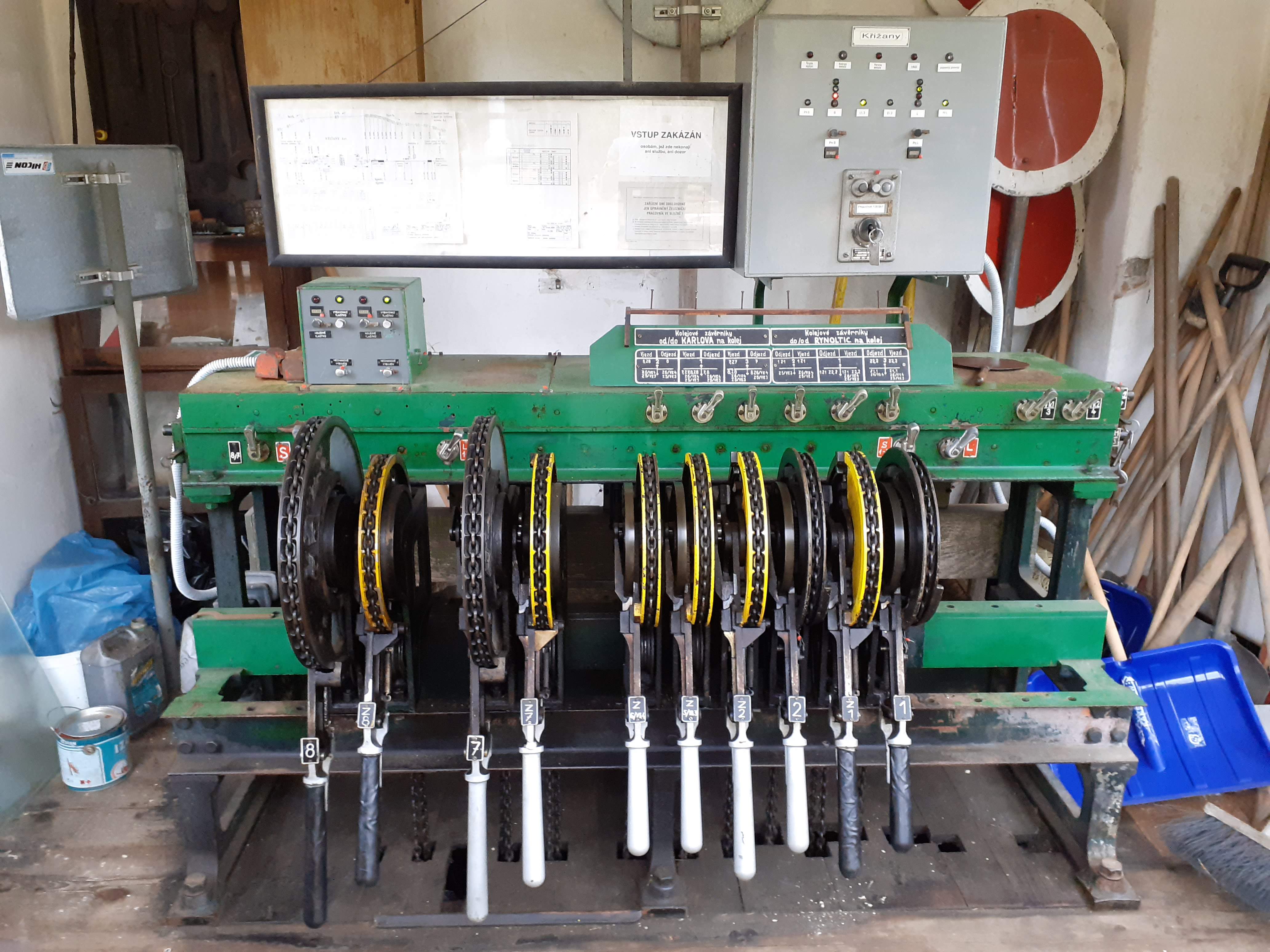
Ústřední přístroj ve stanici Křižany

Jelikož má mechanický ústřední přístroj stejnou úroveň zabezpečení jako elektromechanické ZZ, využívá se v menších stanicích, kde je možné realizovat přestavování výhybek na obou zhlavích z jednoho obslužného místa. U mechanických přestavníků je totiž jejich vzdálenost od obslužného pracoviště (stavědla) limitována maximální dovolenou délkou drátových táhel (vysoká délka drátovodů by měla za následek těžký chod páky a nebylo by zaručeno spolehlivé přestavení výhybky, vzhledem k možnému prověšení drátovodů). Ve větších stanicích byla budována zabezpečovací zařízení elektromechanická.

### Popis
Ústřední přístroj se skládá ze stojanu pro stavěcí páky vnějších prvků ZZ; pravítkové skříně, která zprostředkovává mechanické závislosti - tj. kontroluje správné polohy vnějších prvků a zabraňuje současnému postavení vzájemně se ohrožujících se vlakových cest; kolejových závěrníků, kterými se vlaková cesta určí a zapevní. Později budované ústřední přístroje byly zpravidla vystrojeny také tzv. samočinným závěrem výměn, který zajistí zapevnění vlakové cesty až do projetí vlaku kontrolním místem; tím se znemožní předčasné zrušení vlakové cesty. V současnosti jsou v provozu přístroje s i bez samočinného závěru výměny. 
Volnost stavěné vlakové cesty toto zařízení v základní konfiguraci nekontroluje a její zjištění je závislé pouze na obsluhujícím zaměstnanci. Existují však i ústřední přístroje s doplněnými kolejovými obvody. 

### Obsluha
Obsluhující pracovník nejprve přestaví vnější prvky ZZ do požadované polohy podle závěrové tabulky (požadované polohy prvků jsou vyznačené na tabulce u kolejových závěrníků). Přeložením kolejového závěrníku mechanicky zkontroluje správnost postavené vlakové cesty (není-li některý z vnějších prvků v požadované poloze, závěrník nelze přeložit) a obslužné prvky ve správné poloze zapevní. Zároveň se samočinně aktivuje samočinný závěr výměn, který znemožní vrátit kolejový závěrník do základní polohy až do projetí vlakové cesty vlakem. Přeložením kolejového závěrníku se také uvolní obslužný prvek návěstidla (stavěcí páka u mechanického nebo návěstní klička u světelného) a je možné ho přestavit na návěst dovolující jízdu vlaku.   
Jedoucí vlak obsazením a následným uvolněním izolované kolejnice vybaví samočinný závěr výměn. Obsluhující pracovník přestaví ovládací prvek návěstidla do polohy stůj a teprve poté je možné rušit vlakovou cestu vrácením kolejového závěrníku do základní polohy, tím se uvolní zapevnění vnějších prvků a je možné je opět přestavovat pro další jízdní cesty.

## Mechanický řídící přístroj a mechanická závislá stavědla
Ve stanicích s větším rozsahem kolejiště, kde nebylo možné nebo účelné zřídit ústřední přístroj, se před vynálezem hradlového závěru budovaly mechanické řídící přístroje a mechanická závislá stavědla.  
Konfigurace zařízení byla obdobná jako u pozdějšího elektromechanického zabezpečovacího zařízení: v dopravní úřadovně byl umístěn řídící přístroj obsluhovaný výpravčím a na zhlavích závislé přístroje obsluhované výhybkářem. Závislosti mezi jednotlivými stavědly byly zprostředkovány pomocí drátových táhel - z řídícího přístroje byly soustavo klik, pák a táhel ovládány souhlasové kladky na závislém stavědle, čímž byly závislému stavědlu udělovány příkazy ke stavění vlakové cesty a uvolňovány návěstidla. Polohu výhybek zajišťovala pravítková skříň závislého stavědla, závislosti přesahující úroveň jednoho stavědla (např. vyloučení protisměrné jízdní cesty na stejnou kolej) zajišťovala pravítková skříň řídícího přístroje. Pro spolupůsobení jízdy vlaku na vybavení cesty mohly být použity samočinné závěry výměn.
V současnosti již není v ČR žádné takové zařízení provozováno, všechna byla nahrazena modernějšími.  

### Popis
Klikový řídící přístroj sestával z pravítkové skříně na jejímž čele kliky pro ovládání souhlasových kladek a mechanické ukazatele určené koleje. Každá klika umožňovala otáčení na obě strany (doleva a doprava); otáčením kliky se pohybovala drátová táhla ovládající souhlasovou kladku na závislém stavědle. V základní poloze byly všechny kliky (a ukazatele) ve střední poloze - tj. nebyla dovolena žádná vlaková cesta a na závislém přístroji jsou všechna návěstidla v poloze zakazující jízdu.
Kuličkové výhybkářské stavědlo sestávalo z pákového stojanu a na něm umístěných pák od výhybek a návěstidel; na boční straně byly umístěny souhlasové kladky s mechanickým ukazatelem čísla koleje a kolejovým závěrníkem. Stavědlo mohlo být také doplněno samočinným závěrem výměn a ovládacími kličkami.

### Obsluha
Výpravčí na řídícím přístroji otáčí klikou ve směru pro příslušnou vlakovou cestu, tím se pohybují drátová táhla k výhybkářskému stavědlu a současně se vychyluje šipečka mechanického ukazatele. Po dokončení obsluhy (úplném otočení kladky) se klika zarazí a šipečka ukazatele směřuje přímo na určenou kolej.   
Na výhybkářském stavědle se otočením souhlasové kladky v kontrolním okénku ukáže ukazatel se šipkou a číslem koleje signalizující, jaká vlaková cesta byla nařízena (a povolena) z řídícího přístroje a zazní zvonek.    
Výhybkář přestaví výhybky do požadovaných poloh a zapevní je přeložením kolejového závěrníku pro příslušnou kolej podle šipečky ukazatele nahoru nebo dolů (každá poloha znamená jinou vlakovou cestu), čímž nastane mechanický závěr výměn. Dále přeloží kličku nad kolejovým závěrníkem, čímž zapevní souhlasovou kladku, způsobí zaúčinkování samočinného závěru výměn (je-li instalován), a uvolní páku návěstidla, jež je možné přestavit do polohy dovolující jízdu.   
Po ukončení jízdy vlaku a vybavení samočinného závěru výměn (je-li instalován), přestaví výhybkář návěstidlo do polohy zakazující jízdu a vrátí kličku nad kolejovým závěrníkem do základní polohy, čímž se uvolní souhlasová kladka.   
Výpravčí otáčením kliky zpět uvede řídící přístroj do základního stavu a uvolní mechanický závěr výměn na závislém stavědle (zmizí z okénka ukazatel koleje).   
Výhybkář přeloží kolejový závěrník do základní polohy, čímž se uvolní zapevněné výhybky - zařízení je v základním stavu a připravené pro další vlakovou cestu.   

## Mechanizované zabezpečovací zařízení jako kulturní památka
Mechanické zabezpečovací zařízení v Janovicích nad Úhlavou (přibližně z roku 1942) se do rekonstrukce trati v roce 2015 zachovalo v původním stavu. Bylo odmontováno a nahrazeno novějším, návrh na prohlášení kulturní památkou nebyl schválen.